# Caminho Sinodal
O Caminho Sinodal (em alemão: Der Synodale Weg ou Synodaler Weg) é uma série de conferências da Igreja Católica na Alemanha para discutir uma série de questões teológicas e organizacionais contemporâneas relativas à Igreja Católica, bem como possíveis reações à crise dos abusos sexuais na Igreja Católica na Alemanha.

## Organização
O órgão supremo do Caminho Sinodal é a Assembleia Sinodal. É composto por 230 membros, composto por arcebispos, bispos e bispos auxiliares, bem como um número igual de membros leigos do Comitê Central dos Católicos Alemães. Este número é ainda aumentado por representantes de ordens religiosas ou outros grupos eclesiais.
O Caminho Sinodal é dividido em quatro Fóruns Sinodais, cada um com foco em um tópico específico:
- Poder e Separação de Poderes na Igreja - Participação Conjunta e Envolvimento na Missão
- A vida em relacionamentos bem-sucedidos - Vivendo o amor na sexualidade e na parceria
- A existência sacerdotal hoje
- Mulheres em Ministérios e Escritórios na Igreja

Uma discussão em andamento é a relação ou precedência entre o Caminho Sinodal Alemão e o “Sínodo sobre a Sinodalidade” internacional, iniciado pelo Papa Francisco em 2021.

## Reuniões
O Caminho Sinodal começou em 1º de dezembro de 2019. Está programado para terminar em 2023.
A primeira reunião ocorreu de 30 de janeiro a 1 de fevereiro de 2020. Devido às obras de construção na Catedral de Frankfurt, a reunião inicial não pôde ser realizada lá como planejado originalmente e teve que se mudar para um antigo mosteiro que geralmente serve como centro de convenções protestante. A seguinte conferência adequada ocorreu de 31 de setembro a 2 de outubro de 2021, mas foi encerrada prematuramente antes de poder votar em todos os tópicos propostos, devido a muitos membros que saíram da assembleia mais cedo.
A próxima conferência, realizada de 3 a 5 de fevereiro de 2022 no centro de conferências da Messe Frankfurt, foi a primeira a decidir sobre os resultados do Caminho Sinodal. A maioria da assembleia, alguns dos quais exibiam bandeiras do orgulho LGBT, endossaram as seguintes proposições:
1. A ordenação de mulheres deve ser permitida pelo Vaticano.[7]
2. Os leigos deveriam ter mais influência na eleição dos bispos.[8]
3. Parcerias/uniões homossexuais devem ter uma cerimônia de bênção pública.[9]
4. Os ensinamentos do catecismo católico romano sobre ética sexual devem ser reformados. Atos sexuais homossexuais dentro de uniões/parcerias do mesmo sexo devem ser teologicamente aceitos e não classificados como um comportamento pecaminoso.[10]
5. Sacerdotes casados (viri probati) devem ser permitidos.[11]
6. Mudanças nas leis trabalhistas da igreja alemã para proibir a demissão ou recusa de contratação de pessoas com base no estado civil.[12]

## Recepção
O Caminho Sinodal atraiu uma série de críticas e apoio tanto nacional como internacionalmente. O apoio vem, por exemplo, do bispo italiano Erio Castellucci, enquanto a crítica vem, por exemplo, do arcebispo Cordileone de San Francisco.
Um tema comum é a percepção de falta de fidelidade às doutrinas estabelecidas da Igreja Católica, por exemplo, devido à recusa da Assembleia Sinodal em descartar decisões que vão contra as doutrinas católicas. Outra crítica comum diz respeito à legitimidade da forma organizacional escolhida como Caminho Sinodal não usar uma forma organizacional estabelecida e sancionada pelo direito canônico.
Em 29 de junho de 2019, o Papa Francisco escreveu uma carta "Ao Povo de Deus Peregrino na Alemanha".  A carta apoiava as deliberações sinodais, mas também pedia um foco de evangelização sobre a reorganização pura. Tentativas consecutivas de alguns bispos alemães de redirecionar o Caminho Sinodal para a "evangelização" foram recusadas.
No início de setembro de 2019, o cardeal Ouellet, da Congregação para os Bispos, enviou uma carta à Conferência Episcopal Alemã para avisá-los de que a estrutura organizacional escolhida pelo Caminho Sinodal era inválida e não podia tomar decisões vinculativas sobre alguns de seus principais tópicos.
Em 21 de setembro de 2019, antes do início do Caminho Sinodal, a professora Marianne Schlosser da Universidade de Viena e membro da Comissão Teológica Internacional renunciou ao seu papel planejado no Fórum Sinodal "Mulheres nos Ministérios e Escritórios da Igreja" citando a "fixação na ordenação" de mulheres do fórum.
Em 28 de maio de 2020, o bispo auxiliar Dominik Schwaderlapp, da Arquidiocese de Colônia, renunciou ao seu cargo no Fórum Sinodal "Vida em relacionamentos bem-sucedidos" em protesto à visão do fórum sobre a moralidade sexual, que ele alegou contradizer a visão da Igreja Católica, conforme declarado na Humanae vitae.
Antes das Conferências Regionais de 4 de setembro de 2020, Dom Rudolf Voderholzer, de Regensburg, criticou os papéis de trabalho da conferência em uma carta aberta, datada de 2 de setembro. Os pontos criticados incluíram a criação dos papéis de trabalho que, segundo ele, se desviaram do procedimento acordado, deixando os participantes sem espaço para comentários antes da conferência, bem como a teologia bíblica unilateral dos papéis, apesar dos acordos anteriores para deixar a teologia bíblica para reuniões posteriores.
Durante uma audiência geral realizada em 25 de novembro de 2020, o Papa Francisco comentou sobre as pessoas que se reúnem em “um caminho sinodal” e alertou que lhes falta o Espírito Santo. Embora não dirigida oficialmente ao Caminho Sinodal, a declaração foi amplamente considerada uma referência à Alemanha.